# Chambre de commerce et d’industrie France-Pologne
À l’initiative d’entrepreneurs français, la Chambre de commerce et d’industrie française en Pologne a été fondée en avril 1994. Elle est membre de l’Union des chambres de commerce et d’industrie françaises à Paris, et à ce titre, fait partie du réseau des chambres françaises à l’étranger. Elle est également membre de l’Assemblée des chambres françaises de commerce et d’industrie.

## Présentation
La Chambre française en Pologne réunit les entreprises françaises présentes sur le marché polonais, ainsi que des sociétés polonaises ou autres, souhaitant avoir des contacts économiques avec la France. La CCIFP participe aussi aux transformations de l’économie polonaise, construit des conditions favorables pour le développement des investissements et de l’activité économique en Pologne et joue un rôle important dans les contacts avec l’administration publique et les autres organisations patronales. La France, qui reste l'un des plus importants investisseurs étrangers en Pologne, est un acteur de premier plan dans la vie économique polonaise. Dans le but de rapprocher les milieux économiques polonais et français, la Chambre propose de nombreux services pour les entreprises françaises souhaitant s’implanter en Pologne.

### Présence française en Pologne
Une forte présence française : en effet, en 2009 la France était le deuxième investisseur en Pologne en termes de flux derrière l’Allemagne, avec plus de 1375 millions d’€. En comparaison à l’année 2008, le flux de 2009 à quasiment triplé selon les données de la Banque centrale de la Pologne. En stock, la France était le 3e investisseur étranger avec un montant de 14,3 milliards d’euros de flux cumulés provenant directement de France.

### Réseau
La CCIFP réunit plus de 340 entreprises membres françaises et polonaises et elle est l’une des plus actives chambres bilatérales en Pologne. Elle promeut les bonnes pratiques dans le business et crée une plateforme de coopération et d’échanges d’expériences professionnelles. Les domaines d’activités des entreprises membres :
- Audit et conseil fiscal, d’entreprise, juridique, en ressources humaines
- Banques et assurances
- Distribution
- Énergie-électrique-électromécanique
- Hôtellerie et restauration
- Informatique
- Construction BTP, matériaux et mécanique
- Édition-média
- Santé et produits pharmaceutiques
- Immobilier
- Environnement
- Parfums-cosmétiques
- Promotion-communication & relations publiques
- Agroalimentaire
- Automobiles
- Textile-habillement
- Télécommunications
- Traductions et formations
- Transport et logistique

### Services et activités
Les actions s’articulent sur 4 axes :
1. la représentation des intérêts des sociétés membres ; collaboration public-privé (conférences, livre blanc…)
2. la promotion des bonnes pratiques (Grand Prix CCIFP, Clubs d’échange de pratiques professionnelles…)
3. le networking (rendez-vous d’affaires, Business Meeting, Gala, Bal du 14 juillet, beaujolais nouveau…)
4. l’appui au développement des entreprises (études de marché, location de bureau, interprétariat…)

Les entreprises en étant membres à la Chambre bénéficient de nombreux avantages tels que :
L’appartenance à une forte organisation patronale, des contacts réguliers avec les dirigeants des leaders mondiaux et acteurs majeurs du marché polonais, la force d’une position commune dans les questions sectorielles et/ou macroéconomiques, des contacts et consultations avec les représentants des institutions publiques au niveau local et national, des contacts informels entre les experts et les professionnels des RH, finances, marketing, un accès à une plateforme de communication facilitant la promotion de l’image de l’entreprise, la présentation de l’entreprise lors de la rencontre mensuelle des sociétés membres, etc.

### Appui aux entreprises
C’est un service proposé aux entreprises souhaitant s’implanter ou développer leur activité en Pologne ou en France. L’équipe bilingue et biculturelle, connaissant le marché polonais et les pratiques d'affaires propose aux entreprises de nombreux services. La CCIFP peut prospecter en France et en Pologne afin de constituer un réseau commercial pour l’entreprise demandeuse (mission de prospection, étude de marché, liste d'entreprises, test produit, commercial à temps partagé, mission collective, accompagnement aux salons locaux). Elle aide pour l’implantation de l’entreprise : location de bureaux, création d’une structure, domiciliation postale. Elle peut aider également à la mise en place d’une équipe à travers le recrutement de salariés polonais, l’hébergement et le tutorat d’un V.I.E. Des salles de conférences, un accès aux réseaux de contacts de la CCIFP, voilà entre autres les services auxquels peuvent prétendre ces entreprises.

### Événements
La CCIFP réalise de nombreux évènements afin de promouvoir le business franco-polonais, défendre les intérêts des sociétés membres et rapprocher les entrepreneurs français et polonais. Sont organisés plus de 20 grands évènements, 75 rencontres au sein du Centre de Formation de la CCIFP, et plusieurs initiatives dans les régions, notamment à Cracovie et Wroclaw. Plus de 5 650 personnes ont participé aux différents projets en 2010. Pour les entreprises françaises souhaitant développer leur business en Pologne sont organisés 25 missions d’affaires et 150 rdv B2B par an. Liste des évènements permanents : Gala de la CCIFP, Bal du 14 juillet, beaujolais nouveau, International Business Meeting, RDV Business, RDV avec les personnalités politiques, RDV régional (Wrocław, Cracovie, Poznań…).